# Nekrolog 1538
Nekrolog
◄◄
| ◄
| 1534
| 1535
| 1536
| 1537
| 1538 | 1539 | 1540 | 1541 | 1542 | ► | ►►
Weitere Ereignisse | Allgemeiner Nekrolog 1538
Die Beschreibung der verstorbenen Person sollte so kurz wie möglich gehalten sein und nur deren signifikante Tätigkeit(en) enthalten.
Neue Namen ggf. auch unter dem Geburts- und Sterbedatum, also etwa unter 1. Januar und im Geburts- und Sterbejahr (2024) eintragen (nur bei entsprechender großer Wichtigkeit). Für Beispiele siehe die schon vorhandenen Artikel.
Außerdem über die fünf zuletzt Verstorbenen, zu denen es einen ausreichend guten Artikel für eine Präsentation auf der Hauptseite gibt, nach der todesbedingten Überarbeitung der Artikel ggf. auch unter Wikipedia Diskussion:Hauptseite informieren und sie am besten auch in den anderen Wikipedia-Sprachversionen eintragen. Tipp: Regelmäßig bei news.google.de nach „ist tot“, „gestorben“ oder „verstorben“ suchen.
Wenn eine Person gestorben ist, gibt es viele Seiten zu dieser Person in der Wikipedia, die davon auch betroffen sind und entsprechend aktualisiert werden müssen. Beispiele: Namenübersichtsseite, Geburtsjahr, Geburtsort-Seiten und viele mehr.
Wie finde ich die betroffenen Seiten?
Im Suchfeld auf der linken Seite gibt man den Suchbegriff so ein: „Vorname Nachname“. Dann klickt man auf Volltext und alle Seiten mit entsprechendem Suchtext werden aufgerufen. Hier sieht man dann schnell, wo auch das Todesjahr Sinn macht oder sogar ein Teil des Artikels angepasst werden muss. Auch hilft das „Werkzeug“ auf der linken Seite sehr gut, um solche Seiten aufzufinden: „Links auf diese Seite“. Somit ist die Wikipedia wieder aktuell in allen Bereichen! Hinweis: bei Eintragung der Kategorie „Gestorben JAHR“ wird der Missbrauchsfilter 49 ausgelöst, was jedoch nicht schlimm ist. Siehe: Spezial:Missbrauchsfilter/49
Dies ist eine Liste von im Jahr 1538 verstorbenen bekannten Persönlichkeiten. Die Einträge erfolgen innerhalb der einzelnen Daten alphabetisch sortiert. Tiere sind im Nekrolog für Tiere zu finden.

## Februar
| Tag         | Name                 | Beruf, bekannt als                                                      | Alter | Beleg |
| ----------- | -------------------- | ----------------------------------------------------------------------- | ----- | ----- |
| 3. Februar  | Johann von der Pfalz | Bischof von Regensburg                                                  | 49    |       |
| 7. Februar  | Olav Engelbrektsson  | letzter katholischer Erzbischof in Norwegen                             |       |       |
| 12. Februar | Albrecht Altdorfer   | deutscher Maler, Kupferstecher und Baumeister des Renaissancezeitalters |       |       |
| 26. Februar | Ursula von Rosenfeld | deutsche Adlige, zweite Gemahlin des Markgrafen Ernst von Baden         |       |       |
| 26. Februar | Johann Wetken        | deutscher Stadtschreiber und Bürgermeister (Hamburg)                    |       |       |

## März
| Tag      | Name                | Beruf, bekannt als                                             | Alter | Beleg |
| -------- | ------------------- | -------------------------------------------------------------- | ----- | ----- |
| 18. März | Erhard von der Mark | Kardinal, Fürstbischof von Lüttich und Erzbischof von Valencia | 65    |       |
| 18. März | Kaspar von Mülinen  | Schweizer Adliger und Politiker                                | 57    |       |
| März     | Hans Buchner        | deutscher Organist und Komponist                               | 54    |       |

## April
| Tag       | Name                | Beruf, bekannt als                                                             | Alter | Beleg |
| --------- | ------------------- | ------------------------------------------------------------------------------ | ----- | ----- |
| 3. April  | Elizabeth Boleyn    | Hofdame von Elizabeth of York und Katharina von Aragón; Mutter von Anne Boleyn |       |       |
| 4. April  | Helena Glinskaja    | Regentin von Russland                                                          |       |       |
| 10. April | Melchior Feselen    | deutscher Maler                                                                |       |       |
| 15. April | Lopo Vaz de Sampaio | portugiesischer Militär                                                        |       |       |
| 26. April | Rodrigo Orgóñez     | spanischer Conquistador                                                        |       |       |

## Mai
| Tag     | Name                 | Beruf, bekannt als                            | Alter | Beleg |
| ------- | -------------------- | --------------------------------------------- | ----- | ----- |
| 15. Mai | Philipp III.         | deutscher Adliger, Graf von Hanau-Lichtenberg | 55    |       |
| 22. Mai | John Forest          | Franziskaner-Minorit, Märtyrer, Seliger       |       |       |
| Mai     | Wilhelm Reiffenstein | deutscher Humanist                            |       |       |

## Juni
| Tag      | Name                   | Beruf, bekannt als                                                                                             | Alter | Beleg |
| -------- | ---------------------- | --- | ----- | ----- |
| 7. Juni  | Heinrich von Füllstein | Weihbischof in Breslau und Olmütz, Titularbischof von Nikopolis in Palästina; Hofkaplan der Herzöge von Oppeln |       |       |
| 22. Juni | Botho zu Stolberg      | deutscher Graf                                                                                                 | 71    |       |
| 30. Juni | Karl von Egmond        | Herzog von Geldern                                                                                             | 70    |       |

## Juli
| Tag      | Name                                 | Beruf, bekannt als                        | Alter | Beleg |
| -------- | ------------------------------------ | ----------------------------------------- | ----- | ----- |
| 8. Juli  | Diego de Almagro el Viejo            | spanischer Konquistador                   |       |       |
| 15. Juli | Hans Reinicke                        | Hüttenmeister in Mansfeld, Freund Luthers |       |       |
| 26. Juli | George Talbot, 4. Earl of Shrewsbury | englischer Adliger                        |       |       |

## August
| Tag        | Name                   | Beruf, bekannt als                                                | Alter | Beleg |
| ---------- | ---------------------- | ----------------------------------------------------------------- | ----- | ----- |
| 23. August | Ulrich von Sax         | Oberbefehlshaber der Schweizer Armee während des Pavierzuges 1512 |       |       |
| 26. August | Hans Beheim der Ältere | Baumeister und Architekt in Nürnberg                              |       |       |

## September
| Tag           | Name          | Beruf, bekannt als              | Alter | Beleg |
| ------------- | ------------- | ------------------------------- | ----- | ----- |
| 14. September | Heinrich III. | Graf von Nassau, Herr von Breda | 55    |       |
| 28. September | Sibilla Egen  | deutsche Stifterin              |       |       |

## Oktober
| Tag         | Name                            | Beruf, bekannt als                                             | Alter | Beleg |
| ----------- | ------------------------------- | -------------------------------------------------------------- | ----- | ----- |
| 2. Oktober  | Johannes Metzler                | Gräzist und Jurist, Landeshauptmann des Erbfürstentums Breslau |       |       |
| 20. Oktober | Adelheid Brömse                 | deutsche Zisterzienserin und Äbtissin                          |       |       |
| 20. Oktober | Francesco Maria I. della Rovere | Herzog von Urbino                                              | 48    |       |
| 28. Oktober | Antoine du Bourg                | Kanzler von Frankreich                                         |       |       |

## November
| Tag         | Name              | Beruf, bekannt als                                 | Alter | Beleg |
| ----------- | ----------------- | -------------------------------------------------- | ----- | ----- |
| 2. November | Hatice Sultan     | osmanische Prinzessin und Tochter Sultan Selims I. | 44    |       |
| 6. November | Nikolaus Hausmann | evangelischer Theologe und Reformator              |       |       |

## Dezember
| Tag          | Name                                   | Beruf, bekannt als                               | Alter | Beleg |
| ------------ | -------------------------------------- | ------------------------------------------------ | ----- | ----- |
| 9. Dezember  | Henry Courtenay, 1. Marquess of Exeter | englischer Adliger und Cousin von Heinrich VIII. |       |       |
| 18. Dezember | Filippo Strozzi der Jüngere            | Mitglied der Familie Strozzi                     | 49    |       |
| 23. Dezember | Niklaus Oberacker                      | deutscher Stück- und Glockengießer               |       |       |
| 24. Dezember | Anna Reinhart                          | Ehefrau von Ulrich Zwingli                       |       |       |

## Datum unbekannt
| Tag | Name                            | Beruf, bekannt als                                                       | Alter | Beleg |
| --- | ------------------------------- | ------------------------------------------------------------------------ | ----- | ----- |
|     | Giovanni Filoteo Achillini      | italienischer Dichter                                                    |       |       |
|     | Ámundur Ólavsson                | letzter römisch-katholischer Bischof der Färöer                          |       |       |
|     | Askia Mohammad I.               | Herrscher des Songhaireichs                                              |       |       |
|     | Paul Bachmann                   | Zisterziensermönch und Abt des Klosters Altzella, Gegner Martin Luthers  |       |       |
|     | Jan van Batenburg               | niederländischer Täufer, Führer der Batenburger (auch Zwaardgeesten)     |       |       |
|     | Germain de Brie                 | französischer Humanist                                                   |       |       |
|     | Hans Daucher                    | deutscher Bildhauer                                                      |       |       |
|     | Fadrique Enríquez               | Admiral von Kastilien                                                    |       |       |
|     | Fritz Grawert                   | Ratsherr der Hansestadt Lübeck und Befehlshaber auf der Lübecker Flotte  |       |       |
|     | Andrea Gritti                   | Doge von Venedig                                                         |       |       |
|     | Ludwig Juppe                    | deutscher gotischer Bildhauer                                            |       |       |
|     | Josef Štěpánek Netolický        | böhmischer Teichbaumeister im Dienst der böhmischen Herren von Rosenberg |       |       |
|     | Pierre-Robert Olivétan          | französischer Theologe und Bibelübersetzer                               |       |       |
|     | David Reuveni                   | jüdischer Messianist und Betrüger                                        |       |       |
|     | Wassili Wassiljewitsch Schuiski | russischer Bojar                                                         |       |       |
|     | Thomas Starkey                  | englischer Humanist und politischer Denker                               |       |       |